# Sort (fortuna)
|  | Aquest article tracta sobre la fortuna fortuïta. Vegeu-ne altres significats a «Sort (desambiguació)». |

La sort és una ratxa favorable que permet que succeeixin esdeveniments positius a una persona, la mala sort, per contra, atreu un cicle negatiu. La creença en la superstició afirma que la bona o mala sort depèn de forces que es poden conjurar fent determinades accions, com no passar per sota les escales o trobar un trèvol de quatre fulles (pensament màgic). També es creu que hi ha gent amb més bona sort innata que d'altres, afavorits pel destí que acumulen més èxit en igualtat de condicions o que els és favorable l'atzar més sovint.
Les religions monoteistes ataquen el concepte de sort, ja que creuen que és la gràcia divina o la voluntat de Déu la que ajuda a una persona i que els propis actes influeixen en el futur de cadascú segons un criteri de correspondència de la justícia. Per això alguns grups religiosos condemnen els jocs d'atzar. Igualment es menysprea el concepte des del racionalisme, en aquest cas perquè un resultat depèn de la probabilitat estadística, totalment lligada a la incertesa i sobre el qual no es pot influir amb actes supersticiosos o propiciatoris.
La psicologia ha demostrat que molts dels esdeveniments que es titllen d'afortunats provenen de l'autoconfiança, un pensament positiu genera unes expectatives concretes que incrementen l'esforç per aconseguir una meta o la valoració de determintades fites, mentre que la desesperança augmenta el risc de la mala sort. L'optimisme, doncs, seria un aliat de la sort, en incrementar la tasca del subjecte per aconseguir condicionants positius. Atribuir els èxits o fracassos personals a la sort és un signe d'immaduresa, perquè no s'accepta el control dels propis actes o el rumb de la vida i s'atribueixen culpes o responsabilitats a altres persones, forces o fets aliens.

## La sort a la cultura
Hi ha hagut divinitats dedicades a la sort, com la Fortuna romana. Aquestes decidien en certa manera la sort de l'individu i per això a vegades els seus atributs es confonien amb els déus del destí. Podien projectar un aura benèfica o dolenta sobre l'individu que afectava a tots els seus actes (aquesta idea d'aura general va perviure més enllà del politeisme, com en el concepte de persona "gafada" o de mal averany).
La sort pot entendre's com a sinònim del determinisme (hi ha individus amb sort perquè està ja escrit que tindran èxit) o, ben al contrari, amb la indeterminació (no hi havia cap motiu perquè sortís bé quelcom però hi ha hagut sort). Alguns pensadors l'han acceptat com a principi rector, com el tyché grec recollit per Aristòtil, si bé la majoria s'han referit a un concepte racional de l'atzar i han relegat la sort a altres dimensions. Jung parlava de sincronicitat per explicar com s'influeixen els esdeveniments no correlacionats de manera causal a primera vista.
Hi ha diversos símbols que s'associen a la bona sort, com ara:
- el nombre set a Occident, el vuit a la Xina
- el bambú a Orient
- les monedes deixades en indrets com la Fontana di Trevi
- el trèvol de quatre fulles
- una ferradura de cavall
- una marieta, especialment a l'àmbit germànic
- trepitjar excrements de gos de forma casual o rebre excrements de colom a sobre
- una pota de conill
- els escarabats a Egipte i altres zones properes
- amulets

Per contra hi ha símbols o signes que es consideren de mala sort, per exemple:
- el nombre tretze
- el gat negre
- un mirall trencat
- passar per sota d'una escala
- que caigui la sal comuna sobre la taula
- un paraigües obert dins de casa